# Manoir de la Grand'Isle
Le manoir de la Grand'Isle est situé à Saint-Bihy en France.

## Localisation
Le manoir est situé sur la commune de Saint-Bihy dans le département des Côtes-d'Armor, dans la région Bretagne.

## Description
Le manoir actuel est une reconstruction du XVIIe siècle, dominée par l'ordre ionique. L'ancien manoir était entouré d'une enceinte renforcée par cinq tours carrées dont les traces subsistent. L'ensemble était ceinturé par des douves. Une partie du manoir fut reconstruite en 1900 avec les anciennes pierres (aile est).

## Historique
Le manoir est construit en 1567 par le trésorier payeur du roi, il dépendait du domaine de Crenan.
Il est inscrit au titre des monuments historiques par arrêté du 15 mars 1967.

## Galerie

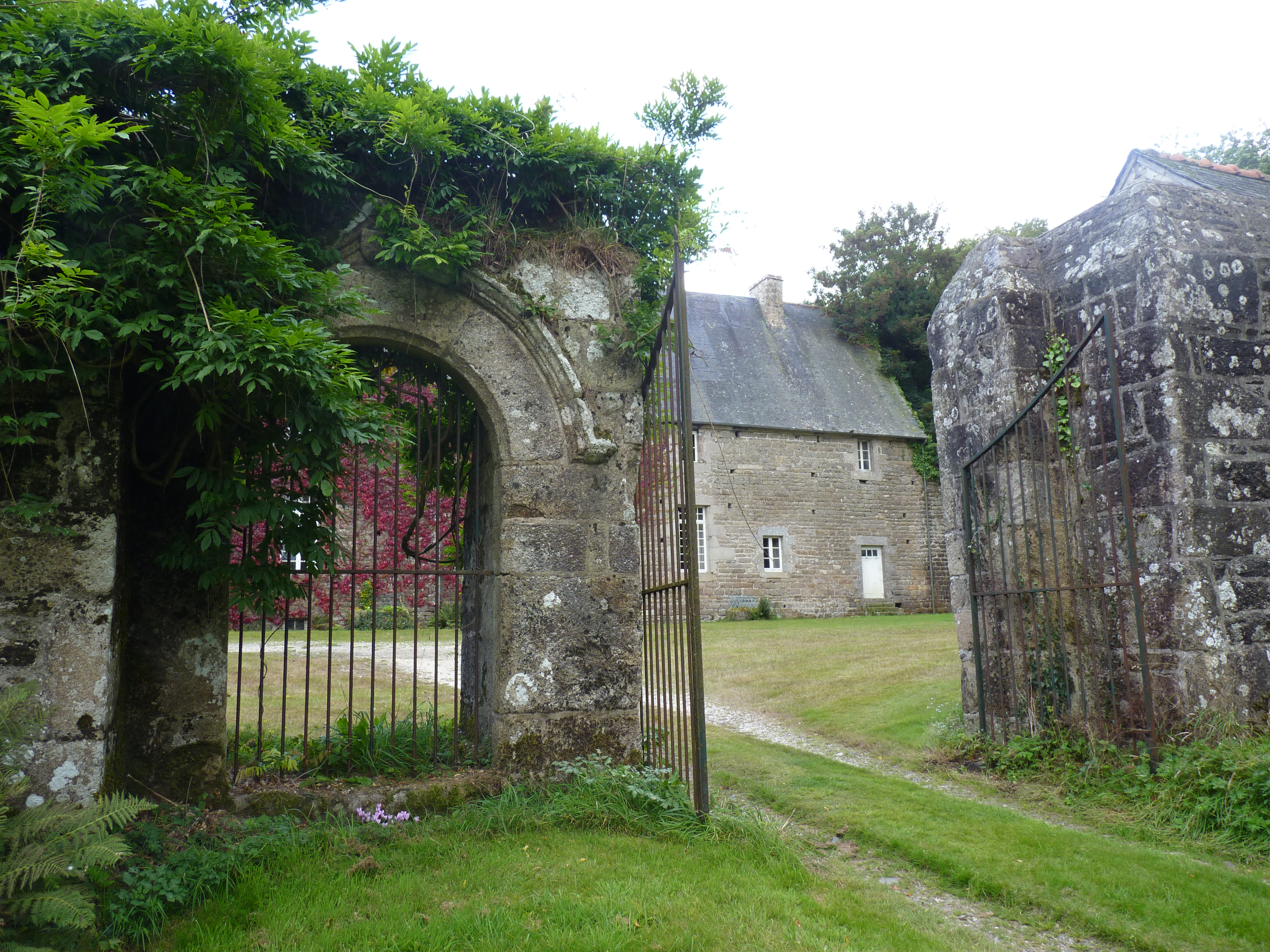
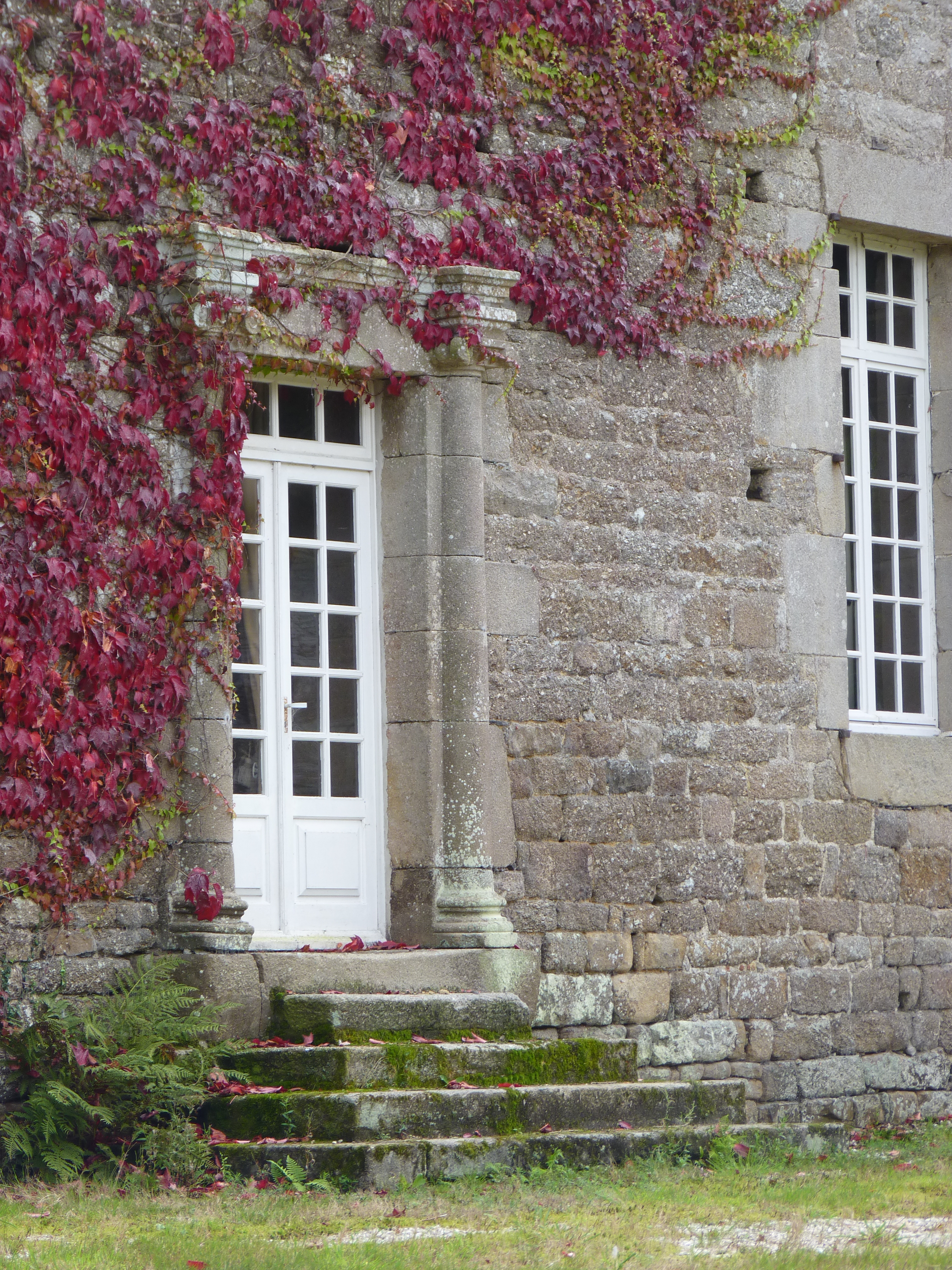